# The Bungled & the Botched
The Bungled & the Botched è il decimo album in studio del gruppo musicale canadese Nadja, pubblicato nel 2008.

## Tracce
Disco 1
1. The Bungled & the Botched – 29:55
2. Absorbed in You – 30:04

Disco 2
1. The Bungled & the Botched (demo version) – 26:00
2. Absorbed in You (demo version) – 30:40

## Formazione

### Gruppo
- Aidan Baker – voce, batteria, chitarra, flauto
- Leah Buckareff – voce, basso